# Prunus ocellata
Prunus ocellata — вид квіткових рослин з родини трояндових (Rosaceae). Ареал охоплює такі країни: Колумбія.

## Середовище
Це вид дерев, що росте у вологих гірських та низинних лісах на висотах від 200 до 1800 м. Перебуває під загрозою зникнення по всьому ареалу. Усі записи про цей вид у Колумбії — у районах, класифікованих як екосистеми, модифіковані для тієї чи іншої мети. У Національному природному парку Серранія-де-ла-Макарена нещодавно великі лісові масиви були вирубані або спалені для створення незаконних посівів коки, а також для розвитку тваринницької діяльності, а нерегулярні групи встановили численні протипіхотні міни.